# Срок полномочий глав государств
В большинстве стран мира с республиканской формой правления срок полномочий главы государства и порядок его избрания прописан в Основном законе. При монархической форме правления срок полномочий, как правило, пожизненный, и передача власти осуществляется по наследству.
В таблицах коллективный глава государства выделен жирным шрифтом. Номинальный глава государства, выполняющий преимущественно представительские функции, выделен курсивом.
| Государство                                              | Форма правления                                           | Глава                                                      | Назначение                       | Срок, лет | Число сроков              | Примечания |
| -------------------------------------------------------- | --------------------------------------------------------- | ---------------------------------------------------------- | -------------------------------- | --------- | ------------------------- | --- |
| Республика Абхазия · (частично признанное государство)   | республика                                                | президент                                                  | прямые выборы                    | 5         | 2 подряд                  | |
| Австралия                                                | в составе Содружества                                     | король                                                     | наследование                     | —         | —                         | |
| Австрия                                                  | республика                                                | Федеральный Президент                                      | прямые выборы                    | 6         | 2 подряд                  | |
| Азербайджан                                              | президентская республика                                  | президент                                                  | прямые выборы                    | 7         | —                         | |
| Албания                                                  | республика                                                | президент                                                  | прямые выборы                    | 5         | 1                         | В 1914—1925 годах — княжество, в 1928—1939 годах — королевство. В 1945—1992 годах — диктатура.                                            |
| Алжир                                                    | республика                                                | президент                                                  | прямые выборы                    | 5         | 2                         | |
| Ангола                                                   | президентская республика                                  | президент                                                  | прямые выборы                    | 5         | 2                         | С 1979 года — президент Ж. Э. душ Сантуш.                                                                                                 |
| Андорра                                                  | парламентское княжество                                   | князь-соправитель: Епископ Урхельский                      | рукоположение в сан епископа     | —         | —                         | |
| Андорра                                                  | парламентское княжество                                   | князь-соправитель: Президент Франции                       | прямые выборы во Франции         | 5         | 2 подряд                  | |
| Антигуа и Барбуда                                        | в составе Содружества                                     | король                                                     | наследование                     | —         | —                         | |
| Аргентина                                                | президентская республика                                  | президент                                                  | прямые выборы                    | 4         | 2 подряд                  | |
| Армения                                                  | республика                                                | президент                                                  | выборы парламентом               | 7         | не более 1 срока          | |
| Афганистан                                               | исламская республика                                      | эмир                                                       |                                  |           |                           | В 1823—1929 годах — эмират, в 1928—1973 годах — королевство, до 2021 — президент                                                          |
| Багамские Острова                                        | в составе Содружества                                     | король                                                     | наследование                     | —         | —                         | |
| Бангладеш                                                | республика; в составе Содружества                         | президент                                                  | выборы парламентом               | 5         | 2                         | |
| Барбадос                                                 | республика; в составе Содружества                         | Президент Барбадоса                                        | выборы парламентом               | 4         | 2                         | В 1966—2021 — конституционная монархия |
| Бахрейн                                                  | конституционная монархия                                  | король                                                     | наследование                     | —         | —                         | В 1971—2002 годах — эмират. |
| Белиз                                                    | в составе Содружества                                     | король                                                     | наследование                     | —         | —                         | |
| Беларусь                                                 | президентская республика                                  | президент                                                  | прямые выборы                    | 5         | —                         | В 2004 году снято ограничение на число сроков. С 1994 года — президент А. Г. Лукашенко.                                                   |
| Бельгия                                                  | федеральная конституционная монархия                      | король                                                     | наследование                     | —         | —                         | |
| Бенин                                                    | президентская республика                                  | президент                                                  | прямые выборы                    | 5         | 2                         | |
| Болгария                                                 | парламентская республика                                  | президент                                                  | прямые выборы                    | 5         | 2                         | В 1878—1908 годах — княжество, в 1908—1946 годах — царство.                                                                               |
| Боливия                                                  | республика                                                | президент                                                  | прямые выборы                    | 5         |                           | |
| Босния и Герцеговина                                     | конфедеративная республика                                | Верховный представитель по Боснии и Герцеговине            |                                  |           |                           | |
| Босния и Герцеговина                                     | конфедеративная республика                                | Президиум Боснии и Герцеговины                             | прямые выборы                    | 4         |                           | |
| Ботсвана                                                 | президентская республика; в составе Содружества           | президент                                                  | выборы парламентом               |           |                           | |
| Бразилия                                                 | республика                                                | президент                                                  | прямые выборы                    | 4         | 2                         | В 1822—1889 годах — империя. |
| Бруней                                                   | абсолютная теократическая монархия; в составе Содружества | президент                                                  | наследование                     | —         | —                         | |
| Буркина-Фасо                                             | республика                                                | президент                                                  | прямые выборы                    | 5         | —                         | |
| Бурунди                                                  | республика                                                | президент                                                  | выборы                           | 5         |                           | |
| Бутан                                                    | конституционная монархия                                  | король                                                     | наследование                     | —         | —                         | |
| Вануату                                                  | республика; в составе Содружества                         | президент                                                  | назначается коллегией выборщиков | 5         | 1                         | |
| Ватикан                                                  | абсолютная теократическая монархия                        | Папа Римский                                               | конклав                          | —         | —                         | |
| Великобритания                                           | парламентская монархия                                    | король                                                     | наследование                     | —         | —                         | |
| Венгрия                                                  | парламентская республика                                  | президент                                                  | выборы парламентом               | 5         | 2 срока подряд            | |
| Венесуэла                                                | республика                                                | президент                                                  | прямые выборы                    | 6         |                           | |
| Восточный Тимор                                          | республика                                                | президент                                                  | прямые выборы                    | 5         |                           | |
| Вьетнам                                                  | однопартийная парламентская республика                    | президент                                                  | выборы парламентом               | 5         | 2 подряд                  | |
| Гаити                                                    | республика                                                | президент                                                  | прямые выборы                    | 5         | 2 (с промежутком ≥1 срок) | В 1804—1806 и 1849—1859 годах — империя, в 1811—1820 годах — королевство.                                                                 |
| Греция                                                   | парламентская республика                                  | президент                                                  | выборы парламентом               | 5         | 2 подряд                  | В 1832—1924, 1935—1941 и 1944—1974 годах — королевство.                                                                                   |
| Зимбабве                                                 | республика                                                | президент                                                  | прямые выборы                    | 6         |                           | С 1987 года — президент Р. Мугабе (в 1980—1987 премьер-министр).                                                                          |
| Иран                                                     | исламская республика                                      | Высший Руководитель                                        | выборы советом экспертов         | —         | —                         | До 1979 года — шахиншахство. |
| Иран                                                     | исламская республика                                      | президент                                                  | прямые выборы                    | 4         | 2 подряд                  | До 1979 года — шахиншахство. |
| Испания                                                  | парламентская монархия                                    | король                                                     | наследование                     | —         | —                         | В 1873—1874 и 1931—1939 годах — республика. В 1936—1975 годах — диктатура.                                                                |
| Италия                                                   | парламентская республика                                  | президент                                                  | выборы парламентом               | 7         |                           | В 1861—1946 годах — королевство. В 1922—1943 годах — диктатура.                                                                           |
| Казахстан                                                | республика                                                | президент                                                  | прямые выборы                    | 7         | 1                         | Ранее срок полномочий составлял 5 лет в 1995—1998, 2007—2022 гг. и 7 лет в 1998—2007 гг.                                                  |
| Китай                                                    | народная республика                                       | председатель                                               | выборы парламентом               | 5         | —                         | До 1912 и в 1915—1916 годах — империя. |
| Китайская Республика · (частично признанное государство) | республика                                                | президент                                                  | прямые выборы                    | 4         | 2 подряд                  | До 1912 и в 1915—1916 годах — империя. |
| КНДР                                                     | однопартийная социалистическая республика                 | Высший Руководитель                                        | де-факто наследование            | —         | —                         | До 1910 года — империя. В 1910—1945 годах — колония Японской империи.                                                                     |
| Республика Корея                                         | президентская республика                                  | президент                                                  | прямые выборы                    | 5         | 1                         | До 1910 года — империя. В 1910—1945 годах — колония Японской империи.                                                                     |
| Косово · (частично признанное государство)               | парламентская республика                                  | президент                                                  | прямые выборы                    | 5         | 2                         | |
| Куба                                                     | парламентская социалистическая республика                 | Председатель Государственного совета                       | выборы парламентом               | 5         |                           | |
| Кыргызстан                                               | парламентская республика                                  | президент                                                  | прямые выборы                    | 6         | 1                         | С 2010 года Парламентская республика |
| Латвия                                                   | парламентская республика                                  | президент                                                  | выборы парламентом               | 4         |                           | |
| Ливия                                                    | парламентская республика                                  | Председатель ВНК                                           | выборы парламентом               |           |                           | В 1951—1969 годах — королевство, в 1969—2011 годах — диктатура.                                                                           |
| Литва                                                    | парламентско-президентская республика                     | президент                                                  | прямые выборы                    | 5         | 2 подряд                  | |
| Малайзия                                                 | федеративная конституционная монархия                     | Янг ди-Пертуан Агонг: султан одного из султанатов Малайзии | выборы Советом Правителей        | 5         | —                         | |
| Мексика                                                  | президентская республика                                  | президент                                                  | прямые выборы                    | 6         | 1                         | В 1822—1823 и 1863—1867 годах — империя.                                                                                                  |
| ОАЭ                                                      | федеративная монархия                                     | президент: эмир Абу-Даби                                   | де-факто наследование            |           |                           | |
| Оман                                                     | абсолютная монархия                                       | султан                                                     | наследование                     | —         | —                         | |
| Португалия                                               | парламентская республика                                  | президент                                                  | прямые выборы                    | 5         | 2                         | До 1910 года — королевство. В 1933—1974 годах — диктатура.                                                                                |
| Приднестровье · (непризнанное государство)               | президентская республика                                  | президент                                                  | прямые выборы                    | 5         | 2 подряд                  | До 2012 года число сроков было неограниченным.                                                                                            |
| Россия                                                   | президентская республика                                  | президент                                                  | прямые выборы                    | 6         | не более 2 сроков         | Ранее срок составлял 5 лет по Конституции РСФСР и 4 года по Конституции РФ в первоначальной редакции.                                     |
| Румыния                                                  | парламентская республика                                  | президент                                                  | прямые выборы                    | 5         | 2                         | До 1881 года — княжество. В 1881—1947 годах королевство, в 1947—1989 годах — диктатура.                                                   |
| Самоа                                                    | парламентская республика; в составе Содружества           | О ле Ао О ле Мало                                          | выборы парламентом               | 5         | —                         | До 2007 года — должность де-факто монархическая.                                                                                          |
| Сан-Марино                                               | парламентская республика                                  | капитаны-регенты                                           | выборы парламентом               | 0,5       | 1                         | |
| США                                                      | республика                                                | президент                                                  | выборы коллегией выборщиков      | 4         | 2                         | Ограничение числа сроков де-факто существует после Дж. Вашингтона и де-юре — с 1951 года. Ф. Д. Рузвельт избирался президентом четырежды. |
| Таджикистан                                              | президентская республика                                  | президент                                                  | прямые выборы                    | 7         | 2 подряд                  | Президент Э. Рахмон с 1994 года. |
| Узбекистан                                               | президентская республика                                  | президент                                                  | прямые выборы                    | 7         | 2                         | С 14 декабря 2016 г. Президент Мирзиёев Ш. М.                                                                                             |
| Украина                                                  | парламентско-президентская республика                     | президент                                                  | прямые выборы                    | 5         | 2                         | |
| Франция                                                  | президентско-парламентская республика                     | президент                                                  | прямые выборы                    | 5         | 2 подряд                  | До 2002 года — 7 лет. В 2000 годах принят закон, уменьшивший срок полномочий.                                                             |
| ЦАР                                                      | президентская республика                                  | президент                                                  | прямые выборы                    | 5         | 2                         | В 1976—1979 годах — империя. |
| Швейцария                                                | республика                                                | Федеральный Совет                                          | выборы парламентом               | 1         | —                         | Президент Швейцарии избирается из числа членов Федерального Совета и главой государства не является.                                      |
| Эстония                                                  | парламентская республика                                  | президент                                                  | выборы парламентом               | 5         | 2 подряд                  | |
| Эфиопия                                                  | парламентская республика                                  | президент                                                  | выборы парламентом               | 6         | 2                         | До 1974 года — империя. |
| Япония                                                   | парламентская монархия                                    | император                                                  | наследование                     | —         | —                         | |

## Государства, существовавшие в XX веке
| Государство                                                         | Форма правления                                                                     | Глава                                  | Назначение                  | Срок, лет | Число сроков | Примечания |
| ------------------------------------------------------------------- | ----------------------------------------------------------------------------------- | -------------------------------------- | --------------------------- | --------- | ------------ | --- |
| Бухарский эмират (1785—1920)                                        | теократическая абсолютная монархия (1868—1917 — протекторат России)                 | эмир                                   | наследование                | —         | —            | |
| Дальневосточная Республика (буферное государство РСФСР) (1920—1922) | республика                                                                          | правительство                          | выборы парламентом          | 2         |              | |
| Данциг (1920—1939)                                                  | республика; управляемая территория (город-государство под протекторатом Лиги Наций) | Верховный комиссар                     | назначение Лигой Наций      |           |              | |
| Западный Берлин (1949—1990)                                         | республика; управляемая территория (особое политическое образование)                | Межсоюзническая комендатура            | прямые выборы               | 4         |              | |
| Маньчжоу-го (марионеточное государство Японии) (1932—1945)          | конституционная монархия                                                            | император                              | наследование                | —         | —            | |
| Османская империя (1299—1922)                                       | абсолютная, затем конституционная монархия                                          | султан                                 | наследование                | —         | —            | |
| Саар (1920—1935)                                                    | управляемая территория (город-государство под протекторатом Лиги Наций)             | управляющая комиссия                   | назначение Лигой Наций      |           |              | |
| СССР · (1922—1991)                                                  | однопартийная советская, позже однопартийная парламентская республика               | де-факто Генеральный секретарь ЦК КПСС | назначение Пленумом ЦК КПСС | —         | —            | Де-юре Генеральный секретарь ЦК КПСС не имел срока полномочий и мог править до смерти, сложения полномочий или отставки Пленуном ЦК КПСС |
| СССР · (1922—1991)                                                  | однопартийная советская, позже однопартийная парламентская республика               | Президент СССР в 1990—1991 годах.      | прямые выборы               | 5         | 2            | Президент избирался СНД СССР и лишь единожды.                                                                                            |
| Тибет (1912—1951)                                                   | теократическая абсолютная монархия (до 1912 де-факто автономная территория Китая)   | Далай-лама                             | поиск преемника             | —         | —            | После смерти далай-ламы регентом являлся панчен-лама.                                                                                    |
| Триест (1947—1954)                                                  | республика; управляемая территория (подмандатная территория ООН)                    | военные губернаторы                    |                             |           |              | |